# Martin Eisengrein
Martin Eisengrein (Stuttgart, 28 de diciembre de 1535-Ingolstadt, 4 de mayo de 1578) fue un teólogo, escritor polémico y sacerdote católico alemán, rector de la Universidad de Ingolstadt, de la cual fue el organizador de su biblioteca. Es considerado, junto a Pedro Canisio y otros teólogos católicos alemanes, uno de los restauradores de la fe católica en la región de Baviera.

## Biografía
Martin Eisengrein nació en el seno de una familia burguesa luterana. Estudió en la escuela latina de Stuttgart, artes liberales en la Universidad de Tubinga y, contra la voluntad del padre, se matriculó en Jurisprudencia en la Universidad de Ingolstadt (1553) y, antes de finalizar el primer año, se trasladó a la Universidad de Viena, donde obtuvo el título de Maestro en Artes, en mayo de 1554.
Eisengrein, durante el reinado de Fernando I, a pesar de ser protestante, consiguió un puesto, como profesor de elocuencia, en la Universidad de Viena (institución católica). Por su cercanía al mundo católico y su amistad con los jesuitas se convirtió al catolicismo en 1558. Al año siguiente recibió una canónica en San Esteban de Viena y fue ordenado sacerdote en 1561. En 1562 fue enviado a la Universidad de Ingolstad y fue nombrado párroco de la iglesia de San Mauricio. En abril de ese mismo año, fu nombrado rector de la Universidad.
En 1563 recibe el título de teología y al año siguiente comienza a impartir lecciones de esa materia. El duque Alberto V de Baviera lo nombra su consejero, prepósito de la Colegiata de Moosburg, luego de la Colegiata de Altötting y de la catedral de Passau. Entre 1553 y 1554 participó de las conferencias político-religiosas en la corte imperial de Viena. En 1566 lo encontramos como embajador de duque de Baviera ante Pío V, entre 1568 y 1569, como capellán de la corte imperial y en 1570 es nombrado superintendente de la Universidad de Ingolstadt.
En la Universidad de Ingolstadt, Eisengrein logra reconciliar las facciones del profesorado que estaban a favor o en contra de la nómina de jesuitas como catedráticos de pœdagogium de la misma, materia que había sido integrada al currículo por el duque Alberto V. El prelado se mostró siempre defensor de los jesuitas y conciliador de las partes. Para esto recibió ayuda de Pedro Canisio, jesuita holandés, hoy venerado como santo en la Iglesia católica. El grande servicio que Eisengrein prestó a la universidad fue la organización de la biblioteca, la cual enriqueció con los fondos provenientes de las bibliotecas privadas de Johann Egolph, obispo de Augsburgo; Thaddeus Eck, canciller del duque Alberto; y Rudolph Clenek, profesor de teología en Ingolstadt.
Luego de ayudar a restablecer la fe católica en la Baviera, Eisengrein murió el 4 de mayo de 1578. Un hermano suyo, Johannes Eisengrein, también polemista y defensor católico, se encargó de recoger parte de sus sermones.

## Pensamiento
Martin Eisengrein es considerado una figura clave en el proceso de supresión del luteranismo en la región de Baviera (Alemania), debido a su oratoria. Luego de su conversión y en la medida en que iba afirmando su catolicismo se convirtió en apologista de su nueva fe. El manifiesta, contra la visión protestante, que los santuarios son tenidos en alta consideración por la Iglesia católica gracias a su contribución a la espiritualidad de los fieles. Plantea, además, que las prácticas devocionales ayudan a los cristianos a mantener viva la presencia de lo divino en sus vidas, pero rechaza toda práctica que tenga algo de supersticioso, de hecho, en sus obras llama a la cristiandad a la buena práctica devocional.
El teólogo alemán propone una distinción clara entre la devoción a los santos y a la adoración a Dios, atacando, como herejía e inspiración del demonio, todo intento de querer abolir la primera, so protesto de resaltar la segunda; cuando, según él, los mismos santos han sido instrumentos de Dios en su lucha contra la herejía. Esta visión de los santos como héroes y defensores de la ortodoxia le llevó a escribir una obra en defensa del culto y el Santuario de Virgen de Altötting.
Otro punto cuestionado por los protestantes, combatido por Eisengrein, fue el sacramento de la confesión. Para el sacerdote católico la confesión ha sido importante y es una herencia del cristianismo primitivo, ya, afirma, los Padres de la Iglesia habían echado mano de ella, siguiendo el ejemplo del mismo Cristo como lo afirmaban las Sagradas Escrituras. El sacramento de la confesión, en el marco eclesiástico de su época, era, para él, un instrumento para mantener a los cristianos por el camino de la verdadera fe y advertirles de cualquier indicio de herejía.

## Obras
La principal obra de Martin Eisengrein es un libro sobre el culto y peregrinaje al Santuario de Altötting de Baviera, titulado en alemán Unser liebe Fraw zu alten Oetting, estampado, primero en lengua vulgar, en 1571, y luego de diez ediciones de esta, fue restampado en latín, en 1625.
Además del Unser liebe Fraw zu alten Oetting («Historia de Nuestra Señora de Altötting») de Eisengrein se conservan las siguientes obras:
- Ein christliche predig Was vom Hailthumb... (1564)[5]
- De certitudine gratiae
- De cursu philosophico et paedagogico
- Un Manual de Confesión (1679).[7]